# 李淳陽
李淳陽（1922年5月29日—2014年），出生於臺灣嘉義縣水上鄉南靖，為一位昆蟲學家兼攝影家。有「現代法布爾」之稱。李淳陽最為人認識的是他對狩獵蜂的行為研究。他設計一系列的實驗，觀察狩獵蜂獵食、築巢、產卵時的行為會否隨外在因素改變。他認為昆蟲的行為並非如尚-亨利·法布爾所說完全基於本能，而是具有一定的思考能力。
在台灣傳播界，他是不折不扣的昆蟲生態紀錄片的鼻祖，於2006年獲選為Discovery頻道《台灣人物誌2》的6名主角之1。
他的事蹟也記載在小學的國語課本中，被譽為[台灣昆蟲知己-李淳陽]，千古流傳。

## 生平

### 早年
李淳陽的父親叫做李己，因當時南靖設立糖廠帶來經濟利潤而移居此地，原為一名小商人，後來成為當地的大地主。家中除了父母之外，李淳陽還有兩個姊姊、一個哥哥和一個妹妹。李淳陽6歲時赴水上公學校（今水上國民小學）寄讀。後來由於父親在地方上的聲望地位，他進入了大多為日本人就讀的南靖尋常高等小學校（今南靖國民小學）。
9歲時父親送他一套簡易攝影器材，之後李淳陽開始自學攝影。小學畢業之後，考上了需讀5年的嘉義中學校（今嘉義高中）。到了16歲，李淳陽閱讀尚-亨利·法布爾所著的《昆蟲記》，開始對昆蟲產生興趣。中學畢業後李淳陽報考了當時的台北帝國大學農林專門部（今中興大學前身），雖然分數最高，卻因為當年不收本島人（臺灣人）而落榜。
後來他在家人與親戚的督促下前往日本報考並就讀東京農業大學農學科，學習植物病理學。到了1941年，也就是李淳陽進入大學的第二年，珍珠港事件爆發，之後日本開始徵調學生，最後使他提早了半年畢業，1943年11月，李淳陽與母親乘船回台灣途中客輪遭美軍潛艇擊中沉沒並獲救。

### 農業試驗所
之後李淳陽進入「台灣總督府農業試驗所」應用動物系工作，研究農業病蟲害。1945年11月，他與後來的妻子廖滿玲結婚。父親過世之後，李淳陽繼承了30多甲的土地。由於當時國民黨政府將許多台灣人去職並安插親戚，導致李淳陽帶頭罷工抗議。不過抗議無效，最後他也從農業試驗所辭職。
1950年，李淳陽與家人搬往台北，並重回農業試驗所工作。後來政府實行三七五減租等一系列土地改革政策，使得原為地主的李淳陽收入減少，原本決定辭職回鄉耕種，但卻因得到推薦而前往美國進修考察。1961年，李淳陽因為發現當時廣泛使用的農藥安特靈具有滲透移行性而獲得東京農業大學的農學博士學位，並發表在《經濟昆蟲學期刊》。不久後又發現另一種農藥BHC也有相同特性。

### 昆蟲攝影
1967年，李淳陽一方面由於不服當時的上級，因而結束了他在農業試驗所的研究工作。另一方面開始為外國的農藥廠拍攝宣傳影片，後來耗時8年自資拍攝昆蟲生態影片，並接洽英國廣播公司發行。1975年，該公司前往台灣對他作專題採訪，該紀錄片名為《李博士的昆蟲世界》（The Insect World of Dr. Lee）。1977年李淳陽重新剪輯他的影片，參加美國攝影學會主辦的第48屆國際電影節，在專業組別取得冠軍，是台灣首位獲此榮譽的創作者。

## 著作
- 1981年：《昆蟲世界奇觀》（白雲文化事業公司）
- 2005年：《李淳陽昆蟲記》書及DVD（遠流出版公司）ISBN 957-32-5488-3

## 外部連結
- 用鏡頭追隨法布爾 （页面存档备份，存于）